# Isekai

Copertina del primo volume del secondo arco narrativo di Re:Zero - Starting Life in Another World, esempio di manga isekai

Isekai (異世界?, lett. "mondo differente") è un sottogenere di light novel, manga e anime solitamente di genere fantasy in cui una persona normale viene trasportata, evocata, reincarnata o intrappolata in un universo parallelo. Di solito tale universo esiste già nel mondo del protagonista come videogioco o libro, ma talvolta può essere anche sconosciuto. A volte il protagonista si ritrova in un mondo completamente nuovo mantenendo i ricordi della sua vita precedente (come accade in Saga of Tanya the Evil) oppure dimenticandosi completamente di quanto accadutogli fino al suo risveglio in quel mondo (come accade in Hai to gensō no Grimgar). In altri casi il nuovo universo può essere un mondo virtuale (come succede in Sword Art Online) o un mondo virtuale che si trasforma in reale (come succede in Log Horizon).
Le storie di viaggi temporali (nel passato o nel futuro) non vengono ritenute isekai, in quanto i personaggi vengono teletrasportati nello stesso mondo e non in una dimensione parallela.

## Caratteristiche
Il protagonista di un'opera isekai è spesso un NEET, un hikikomori o un giocatore che spesso esprime il desiderio di abbandonare il mondo reale per viaggiare nel suo mondo fantasy preferito: nel nuovo mondo sono in grado di sfruttare la loro conoscenza dei videogiochi di ruolo, generalmente poco importante nella vita reale, o sfruttare le loro abilità di gioco attraverso un'interfaccia a cui può accedere solo lui. Il protagonista può disporre di terribili poteri, come nell'anime In Another World with My Smartphone, o essere debole come in Re:Zero - Starting Life in Another World.
Solitamente il protagonista è una sorta di "eroe prescelto", ma può capitare che diventi un personaggio più crudele e sadico degli stessi abitanti del nuovo mondo (ciò accade, per esempio, in Drifters o nel già citato Saga of Tanya the Evil). In rari casi può essere che nel nuovo mondo il protagonista si reincarni in non umani (come in Vita da slime) o anche in oggetti (come una spada magica in Tenken - Reincarnato in una spada, o addirittura un oggetto totalmente fuori contesto come un distributore automatico in Reborn as a Vending Machine, I Now Wander the Dungeon).

## Storia
Le prime opere che possono essere considerate come isekai sono Magic Knight Rayearth, pubblicato tra il 1993 ed il 1995,  El Hazard: The Magnificent World, serie anime trasmessa tra 1995 e 1998, e Fushigi yûgi, manga di Yū Watase pubblicato tra 1992 e 1996. A ciò seguì la serie .hack e soprattutto la serie di light novel scritta da Reki Kawahara e disegnata da abec, pubblicato online a partire dal 2002 e successivamente, dal 2009, pubblicato su Dengeki Bunko.
Il genere è diventato molto popolare, soprattutto grazie al successo della saga di Sword Art Online, tanto che sono stati istituiti numerosi concorsi appositamente per le opere isekai. Il successo ha portato anche alla creazione di parodie del genere come nel caso di Konosuba! - This Wonderful World.

### Otome isekai
Sebbene le prime opere ascrivibili al genere potessero avere un target di riferimento sia maschile che femminile, il genere si è evoluto specializzandosi in opere shōnen. In contrapposizione alle opere più classiche del genere, l'otome isekai ha principalmente il target shōjo, e si incentra sul mondo degli otome, con la protagonista che spesso viene reincarnata come il personaggio cattivo della storia. Sebbene esistano anche light novel con questo tema, il genere è molto popolare nei webtoon. L'opera che lo ha popolarizzato in Occidente è My Next Life as a Villainess.